# Malvella leprosa
Malvella leprosa là một loài thực vật có hoa trong họ Cẩm quỳ. Loài này được (Ortega) Krapov. mô tả khoa học đầu tiên năm 1970.